# Zadonsk
Zadonsk – miasto w Rosji, w obwodzie lipieckim. W 2010 roku liczyło 9698 mieszkańców.